# Betalingsvej
En betalingsvej er en vej, hvor trafikanter skal betale en afgift for at færdes. Afgiften kaldes vejafgift, bompenge eller trængselsafgift. Afgiften opkræves gerne netop ved en bom, som man er nødt til at passere for at komme ind på eller væk fra vejen. I Danmark er det kun på Storebæltsbroen og Øresundsbroen, der opkræves vejafgift. Brugerbetaling på Kronprinsesse Marys Bro blev afskaffet fra 2022.

## Roadpricing
Roadpricing er et system, hvor køretøjerne betaler for den faktisk kørte strækning i modsætning til bompenge, hvor der betales for at passere bomstationen eller betalingsringen. Road pricing kan være baseret på, at sted for indkørsel og udkørsel til vejnettet registreres (f.eks. de franske motorveje) eller på et satellitbaseret system, hvor der er anbragt en elektronisk brik i hver bil. Satellitbaseret roadpricing findes dog ikke i praksis nogen steder endnu.

## Vejafgift i storbyer
En bompengering eller betalingsring er en grænse for, hvor bilister skal betale en afgift for at køre ind i et bestemt område, som regel en by eller bymidte. Denne ordning anvendes både som finansieringsmiddel og trafikregulering i storbyer verden over.
Bergen indførte som den første by i Europa bompenge i 1985. Formålet var at finansiere nye veje i det vanskelige terræn. Bompenge forekommer nu i flere byer i Norge, for eksempel i Oslo, Stavanger, Haugesund, Trondheim og Kristiansand.
I Stockholm indførtes bompenge (trängselavgift) forsøgsvis 3. januar 2006. En folkeafstemning i september 2006 afgjorde, at ordningen skulle fortsætte, og bompengeringen blev genindført 1. august 2007. Prisen er 35 kr i myldretiden, 11 kr til frokost, og gratis resten af tiden. Trafikken er 18% lavere end uden Ringen. Ringen indbringer 300 mio kr om året, som bruges på trafikforbedringer.
Göteborg indførte bompenge (trängselskatt) den 1. januari 2013.
I London findes der siden den 17. februar 2003 en virtuel betalingsring, hvor alle biler, der kører inden for bompengeringen, fotograferes og identificeres og derefter opkræves en såkaldt congestion charge på £8,00 (2009). Afgiften kan betales på internettet, via mobiltelefon eller i kiosker og butikker. Også i Durham er der bompenge, som blev indført som et forsøg forud for London.
Bologna har haft bompenge siden 2006, og Milano har indført det fra januar 2008. Bystyrerne i Genova og Torino har annonceret at de arbejder mod at indføre bompenge i løbet af 2008. I Rom gælder der et totalt forbud mod privat kørsel i det historiske centrum.
Singapore har haft bompenge siden 1965.

### København
Der har længe været forslag om en bompengering omkring København. I Københavns Borgerrepræsentation er der flertal for bompenge, mens der i Folketinget er et flertal imod, blandt andet med henvisning til regeringens skattestop. I marts 2007 opfordrede borgmestrene i København og omegnskommunerne til at lave en undersøgelse af, hvad en indførelse af bompenge ville betyde for trafikkøerne. 
Regeringen Helle Thorning-Schmidt havde i sit regeringsgrundlag fra oktober 2011 medtaget etablering af en betalingsring rundt om København; men efter en intens offentlig debat, som bl.a. førte til intern uenighed blandt regeringspartierne om såvel de finansielle som de tekniske løsninger (bl.a. den fysiske placering), blev planerne skrinlagt den 22. februar 2012. I stedet nedsættes en kommission, som skal forelægge forslag til løsning af trængselsproblemerne. I 2016 var der i Danmark 77 millioner tabte køretøjstimer pga. trængsel, svarende til et samfunds-økonomisk tab på ca. 24 mia. kr, mest i Hovedstaden.

## Turnpike
Begrebet turnpike stammer fra dengang, jordbesiddere krævede betaling for at lade andre køre på deres private vej. De satte et drejeligt hegn med pigge op. Når der var betalt blev hegnet med pigge drejet. Deraf navnet.

## Motorveje og andre veje
I Danmark betaler man bompenge på to broer: 
- Storebæltsforbindelsen
- Øresundsforbindelsen (grænsen til Sverige)

Der var indtil 1. januar 2022 også bompenge på Fjordforbindelsen Frederikssund (Kronprinsesse Marys Bro). 
I Sverige gælder bompenge på tre broer;
- Sundsvallsbron
- Motalabron
- Øresundsforbindelsen (grænsen til Danmark)

I Norge gælder der i tillæg til bompengeringene i byerne, mange steder bompenge for veje, tunneller og broer i en 10-15-årig periode, indtil projekterne er finansieret. Det er ikke ualmindeligt, at bompenge kan beløbe sig over hundrede kroner for et kort vejstræk. Alle betalingsanlæg er automatiske, foruden nogle færger. AutoPASS er det norske system for elektronisk betaling i automatiske betalinganlæg. En AutoPASS-brik er en trådløs sender (transponder), der er placeret på indersiden af bilens forrude.For biler uden brik (transponder) fotograferes nummerpladen og faktura sændes til bilens ejer. Dette gælder endda biler som er registrerede i andre lande end Norge. AutoPASS er med i joint venturet EasyGo. Gennem EasyGo-samarbejdet kan AutoPASS bruges på broer, færger og andre automatiserede betalingsanlæg i Skandinavien. BroBizz er også med i Easygo-samarbejdet, og en BroBizz kan derfor også bruges i Norge.
I bl.a. Schweiz, Østrig, Slovakiet, Slovenien og Tjekkiet betales der en fast afgift for at benytte motorvejsnettet i form af en mærkat, som klæbes i forruden. I Italien er der betalingspligt på de fleste strækninger.
I Frankrig, Spanien, Portugal, Serbien, Makedonien og Kroatien betales der en afgift pr. kilometer. En stor del af det franske motorvejsnet på 11.000 km er siden 1955 blevet privat finansieret på denne måde.

I Tyskland har der siden 2005 været vejafgift (Maut) for lastbiler på motorvejene og enkelte hovedveje. En del af lastbiltrafikken har derfor flyttet sig til øvrige veje.

## Historie
Siden oldtiden og middelalderen har vejafgifter været kendt, især ved passage af broer og byporte. Vejpenge kunne udgøre størstedelen af kongens eller fyrstens (og dermed statens) indtægter.